# Amtsgericht Nordhausen

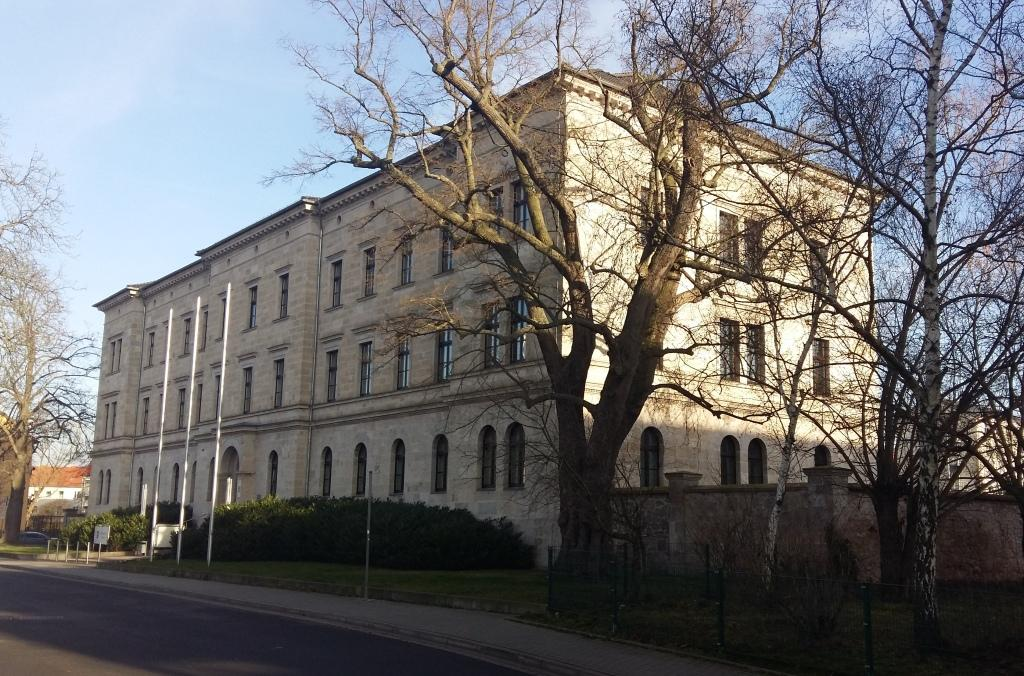
Amtsgericht Nordhausen (2015)

Das Amtsgericht Nordhausen ist neben den Amtsgerichten (AG) Heiligenstadt, Sondershausen und Mühlhausen eines von vier Amtsgerichten im Landgerichtsbezirk Mühlhausen. Das Amtsgericht hat insgesamt ca. 60 Mitarbeiter, darunter 7,5 Richterstellen und ca. 13,5 Rechtspflegerstellen.

## Gerichtssitz und -bezirk
Das Gericht hat seinen Sitz in Nordhausen und ist in der Rudolf-Breitscheid-Str. 6 untergebracht. Der Gerichtsbezirk des Amtsgerichts Nordhausen umfasst neben der Kernstadt Nordhausen und deren Eingemeindungen die Städte Ellrich, Bleicherode und Heringen/Helme sowie die Einheitsgemeinden Harztor, Hohenstein, Sollstedt und Werther. Das Amtsgericht Nordhausen hat somit über 80.000 Gerichtseingesessene.

## Übergeordnete Gerichte
Dem AG Nordhausen sind das Landgericht Mühlhausen und im weiteren Instanzenzug das Thüringer Oberlandesgericht übergeordnet.

## Geschichte
Von 1849 bis 1879 bestand in Nordhausen das Kreisgericht Nordhausen. Im Rahmen der Reichsjustizgesetze wurden reichsweit einheitlich Oberlandes-, Land- und Amtsgerichte gebildet. Das königlich preußische Amtsgericht Nordhausen wurde mit Wirkung zum 1. Oktober 1879 als eines von 14 Amtsgerichten im Bezirk des Landgerichtes Nordhausen im Bezirk des Oberlandesgerichtes Naumburg gebildet. Der Sitz des Gerichtes war die Stadt Nordhausen. Sein Gerichtsbezirk umfasste den Landkreis Nordhausen ohne die Teile, die den Amtsgerichten Bleicherode und Ellrich zugeordnet waren. Am Gericht bestanden 1880 vier Richterstellen. Das Amtsgericht war damit ein mittelgroßes Amtsgericht im Landgerichtsbezirk.
Im Jahre 1943 wurden die Amtsgerichte Heringen und Stolberg (Harz) aufgehoben und deren Sprengel dem Amtsgericht Nordhausen zugeordnet. Im Jahre 1949 wurde das Amtsgericht Ellrich aufgehoben und sein Sprengel dem Amtsgericht Nordhausen zugeordnet. Mit der Ausführungsverordnung über die Sitze und Bezirke der Amtsgerichte im Lande Thüringen vom 16. September 1949 (Reg. Bl. I S. 55) wurde das Landgericht Nordhausen 1949 aufgehoben. Das Amtsgericht Nordhausen wurde dem Landgericht Mühlhausen zugeordnet. In der DDR wurden 1952 die Amtsgerichte aufgehoben und einheitlich Kreisgerichte gebildet. Nordhausen kam zum  Kreis Nordhausen, entsprechend entstand das Kreisgericht Nordhausen im Bezirk des Bezirksgerichtes Erfurt. Mit dem Thüringer Gerichtsstandortgesetz wurden das Kreisgericht 1993 aufgehoben und erneut ein Amtsgericht Nordhausen gebildet und erneut dem Landgericht Mühlhausen zugeordnet.